# Aechmea leptantha
Aechmea leptantha là một loài thực vật có hoa trong họ Bromeliaceae. Loài này được (Harms) Leme & J.A.Siqueira mô tả khoa học đầu tiên năm 2007.